# ROP

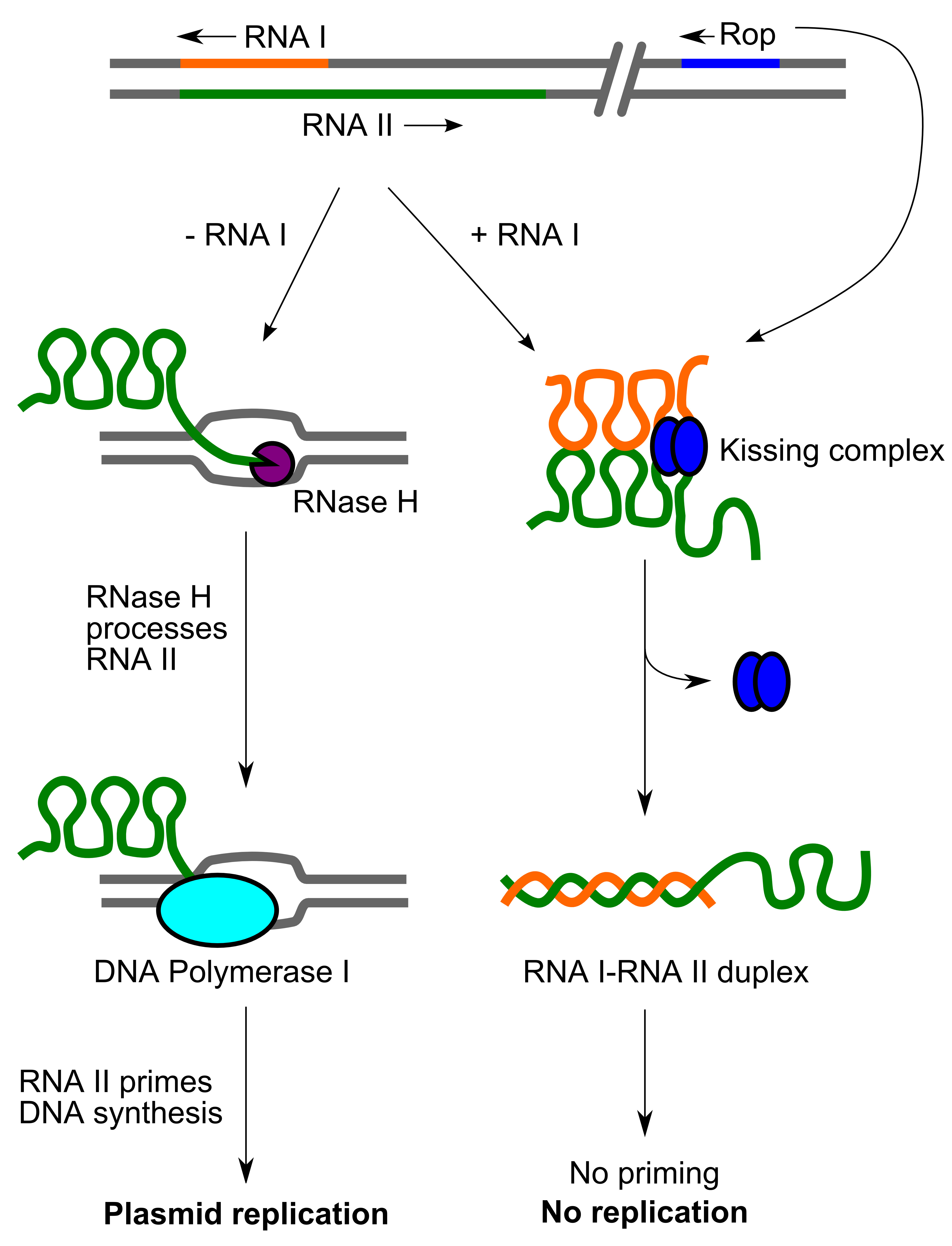
El número de copias de los plásmidos con el origen de replicación ColE1 se regula mediante dos transcritos de ARN: el ARN II, esencial para iniciar la replicación, y el ARN I, que actúa como su represor. La transcripción del ARN II se inicia a 555 pb aguas arriba del origen, generando un transcrito que forma un híbrido con la cadena molde de ADN. La RNasa H escinde este híbrido, dejando expuesto un grupo 3′OH que sirve como cebador para la ADN polimerasa I. Por otro lado, el ARN I—un transcrito más corto y complementario al extremo 5′ del ARN II—se une a este, alterando su plegamiento y evitando la estabilización y escisión del híbrido. La proteína rop favorece esta unión, reforzando el control sobre la replicación del plásmido.

ROP (del inglés Rho of plants) o RAC son proteínas G monoméricas propias de plantas y similares a rho. Poseen funciones como interruptores moleculares en multitud de vías de señalización celular, en la regulación del citoesqueleto de actina y microtúbulos así como en el tráfico de vesículas y en respuesta a fitohormonas, estrés y fotoperiodo. Como GTPasas relacionadas con Ras, unen GTP y GDP, el primero de los cuales hidrolizan con baja afinidad. Su actividad está modulada mediante factores de intercambio de nucleótidos de guanina (GEFs), proteínas activadoras de la actividad GTPasa (GAPs) e inhibidores de la disociación de los nucleótidos de guanina de Rho (RhoGDIs). La capacidad de las GTPasas tipo Rho de interactuar con membranas les permiten regular el tráfico de vesículas y la polimerización localizada de actina en zonas concretas de la capa interna de la membrana plasmática, así como en otras membranas biológicas; tanto es así, que estas proteínas son esenciales en el control de la polaridad celular.